# Cabaret

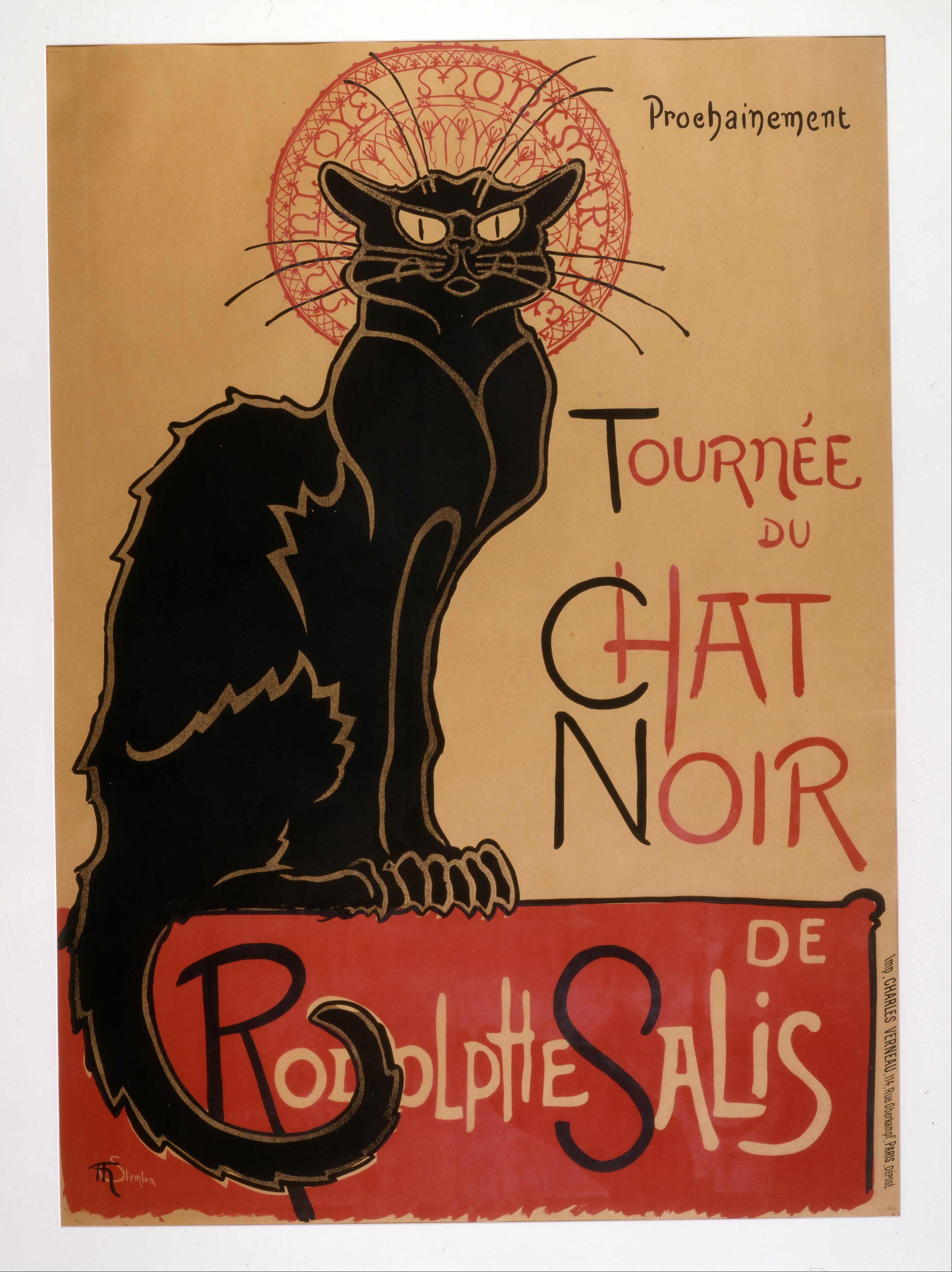
Théophile Alexandre Steinlen, Tournée du Chat Noir (1896)

Il cabaret (o, meno usato, cabarè) è storicamente una forma di spettacolo che combina teatro, canzone, commedia e danza. Per estensione il termine si riferisce anche al locale dove venivano rappresentati questi spettacoli.
Nato sul finire del XIX secolo in Francia, si differenzia subito dal café-chantant orientandosi maggiormente verso la sperimentazione di nuovi linguaggi che non sul solo intrattenimento.  È infatti all'interno dei primi cabaret che fioriscono le correnti di dadaismo prima, e surrealismo poi, che avrebbero fortemente influenzato tutta l'arte di là da venire.
Con il cambio delle modalità di spettacolo e con l'avvento della TV, anche la parola "cabaret" ha mutato, a livello colloquiale, il proprio significato. In spagnolo, per esempio, connota spettacoli di danza dallo spiccato erotismo. In Italia, invece, il "cabaret" viene associato alla recitazione comica, per cui "cabarettista" è diventato sinonimo di attore comico che si esibisce in locali.

## Etimologia
Il termine francese cabaret deriva dalla parola piccarda o vallone del XII secolo camberete o cabret, che designa una piccola stanza. La prima testimonianza scritta dell'uso della parola kaberet si trova in un documento di Tounai del 1275. Il termine caberet o cabret era usato fin dal XII secolo nell'olandese medio con il significato di "locanda" o "ristorante" economici. La parola stessa cambret probabilmente deriva da una prima forma del francese chambrette, "piccola stanza", o dal normanno chamber, con il significato di "taverna", a sua volta derivato dal tardo latino camera, che significa "tetto a volta".

## Storia per paese

### Cabaret francese

#### I cabaret e le taverne
I cabaret apparvero a Parigi alla fine del XV secolo. Si distinguevano dalle taverne perché, oltre al vino, vi veniva venduto anche del cibo, il tavolo era coperto da una tovaglia e il prezzo pagato era per il cibo e non per la bevanda. Questi locali non erano associati all'intrattenimento, anche se saltuariamente dei musicisti vi suonavano all'interno.. Nel XVII secolo emerse una maggiore distinzione tra i due tipi di locale, quando le taverne si limitarono a servire solo vino e più tardi anche carne arrostita.
I cabaret erano frequentemente utilizzati come luogo di ritrovo per scrittori, attori e artisti. Scrittori come Jean de La Fontaine, Molière e Jean Racine erano notoriamente frequentatori di cabaret come il Mouton Blanc in rue du Vieux-Colombier e il Croix de Lorraine sull'odierna rue Bourg-Tibourg. Nel 1773 poeti, pittori, musicisti e scrittori francesi iniziarono a incontrarsi al cabaret Le Caveau in rue de Buci, dove componevano e cantavano le loro canzoni. Le Caveau rimase aperto fino al 1816, quando fu costretto a chiudere a causa del contenuto satirico delle canzoni scritte dai clienti, che deridevano il governo monarchico.

#### I cabaret come ritrovi musicali

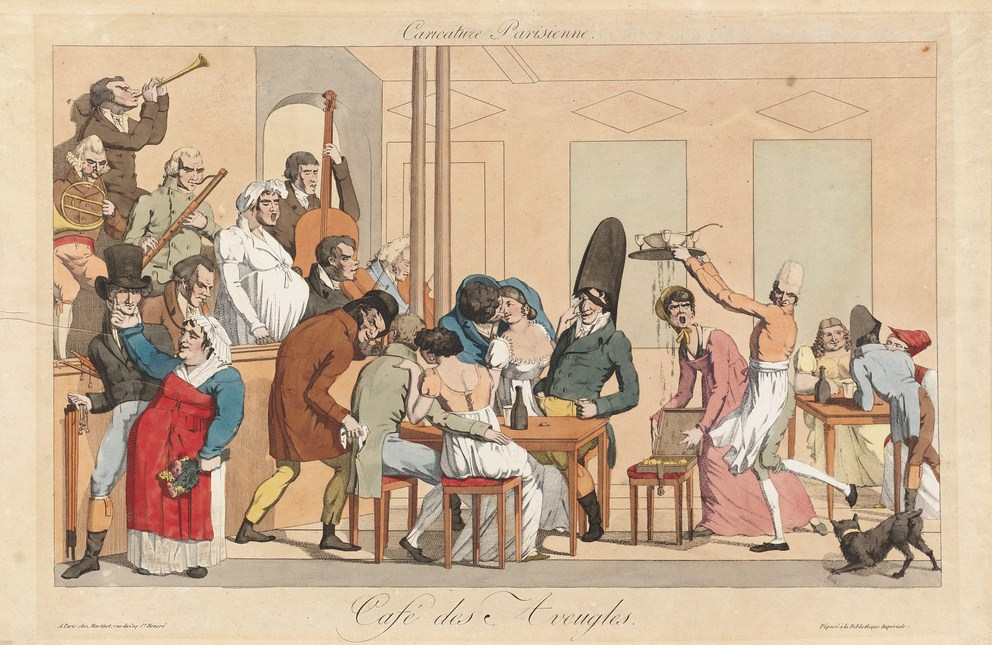
Il Café des Aveugles nelle cantine di Palais-Royal (inizio del XIX secolo)

Nel XVIII secolo apparvero i café-concert o café-chantant, locali che, oltre al cibo, offrivano anche numeri musicali, cantati o di magia. I più celebri erano il Café des Aveugles, all'interno delle cantine del Palais-Royal, che aveva una piccola orchestra di musicisti ciechi. All'inizio del XIX secolo molti cafés-chantants aprirono a Parigi. Il più famoso era il Café des Ambassadeurs, aperto nel 1843 sugli Champs-Élysées, e l'Eldorado, aperto nel 1858 sul boulevard Strasbourg. Nel 1900 si potevano contare più di 150 cafés-chantant in tutta la città.
Il primo cabaret, nel senso moderno della parola, fu Le Chat noir ("Il gatto nero"), nel quartiere bohémien di Montmartre, creato nel 1881 dall'agente teatrale e imprenditore Rodolphe Salis inizialmente con il nome Le cabaret artistique de Rodolphe Salis. Combinava musica e altri spettacoli di intrattenimento con la cronaca e la satira politica. Le Chat noir ha saputo mettere assieme personaggi parigini ricchi e famosi con i bohémien e gli artisti di Montmartre e Pigalle. La sua clientela era composta da "una mistura di scrittori e pittori, giornalisti e studenti, impiegati e personaggi stravaganti, così come modelle, prostitute e gran dame alla ricerca di esperienze esotiche". L'ospite era Salist stesso, che chiamava se stesso un "cabarettista-gentiluomo". Incominciava con un monologo che canzonava i ricchi, ridicolizzava i deputati dell'Assemblea Nazionale e scherzava sui fatti del giorno. Il locale era divenuto persino troppo piccolo per il pubblico che vi voleva entrare, così alla mezzanotte del 10 giugno 1885 Salis e i suoi clienti si spostarono lungo la strada al più ampio spazio offerto dal nuovo locale situato al numero 12 di rue de Laval, dove un decoro lo descriveva come "una sorta di Beirut con influenze cinesi". Il compositore Erik Satie, dopo aver finito gli studi al conservatorio, si guadagnò da vivere suonando il pianoforte a Le Chat noir. Altri clienti celebri del locale furono Alphonse Allais, Jean Richepin e Aristide Bruant. Altri cabaret del periodo: il Cabaret des Quat'z'Arts, La Lune Rousse e Les Pantins.

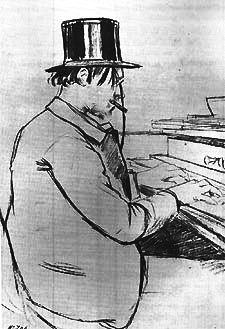
Erik Satie suona il pianoforte a Le Chat noir negli anni 1880

Nel 1896 c'erano 56 cabaret e café-chantant a Parigi, più una dozzina di sale da ballo. I cabaret non godevano di una buona reputazione, un critico nel 1897 scrisse che "vendono bevande che valgono quindici centesimi insieme a versi che, per la maggior parte, non valgono nulla". I cabaret tradizionali, con spettacoli di monologhi e canzoni, vennero rimpiazzati da locali più specializzati, come per esempio il Boite a Fursy, aperto nel 1899, specializzato in attualità, politica e satira. Alcuni erano puramente teatrali e producevano sketch e brevi rappresentazioni. Altri erano focalizzati sul macabro o l'erotico, come il Cabaret de la fin du Monde, che aveva camerieri agghindati come divinità greche e romane e presentava dei tableau vivant tra l'erotico e il pornografico.
Alla fine del secolo rimanevano solamente pochi cabaret nel vecchio stile, dove si riunivano artisti e bohemien. Tra questi il Cabaret des noctambules, sul marciapiedi sinistro di Rue Champollion; il Lapin Agile, a Montmartre; Le Soleil d'or, all'angolo tra il quai Saint-Michel e il boulevard Saint-Michel, dove si incontravano poeti come Guillaume Apollinaire e André Salmon, per condividere le proprie opere.
Le music-hall, inventati a Londra, apparvero a Parigi nel 1862. Questi locali offrivano spettacoli musicali e teatrali più suntuosi, con costumi elaborati, canto e danza. I teatri di Parigi, spaventati dalla concorrenza delle music-hall, ottennero dall'Assemblea Nazionale una legge che proibiva loro di indossare costumi o parrucche, danzare o recitare dialoghi. La legge venne sfidata nel 1867 dal proprietario dell'Eldorado, che mise sul palco del proprio locale un'ex attrice famosa della Comédie-Française a recitare versi di Pierre Corneille e Jean Racine. Il pubblico si schierò dalla parte delle music-hall e la legge venne abrogata.

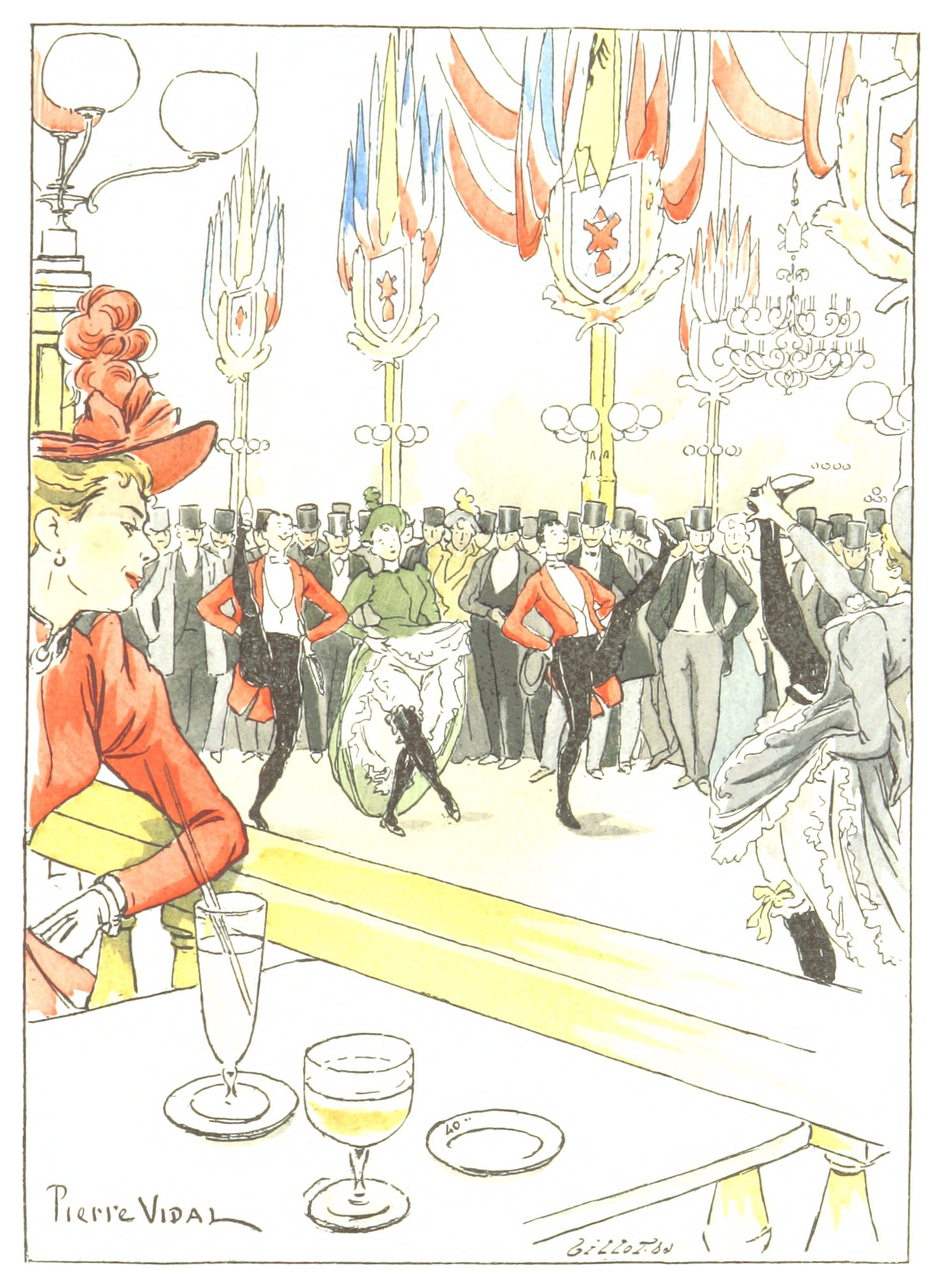
Il Moulin Rouge nel 1893

Il Moulin Rouge venne aperto nel 1889 dal catalano Joseph Oller. Si faceva notare per il grande mulino rosso sul tetto e divenne il luogo di nascita del can-can. Aiutò a far conoscere i cantanti Mistinguett ed Édith Piaf e il pittore Toulouse-Lautrec, che creo alcuni poster per il locale. L'Olympia, anch'esso di proprietà di Oller, fu il primo locale ad assumere il nome di music-hall. Aperto nel 1893 venne seguito dall'Alhambra Music Hall nel 1902 e dal Printania nel 1903. Quest'ultimo, aperto solo durante l'estate, aveva un ampio "giardino musicale" dove potevano sedere fino a 12.000 spettatori e produceva spettacoli serali che presentavano fino a 23 differenti atti che comprendevano cantanti, acrobati, cavalli, mimi, giocolieri, leoni, orsi ed elefanti, con due spettacoli al giorno.
Nel XX secolo la competizione con il cinema spinse le sale da ballo a organizzare show sempre più spettacolari e complessi. Nel 1911 il produttore Jacques Charles dell'Olympia creò una grande scalinata come scenografia per i suoi spettacoli, competendo con il suo grande rivale, il Folies Bergère, aperto nel 1869. Tra gli artisti degli anni venti che vi si esibivano la più celebre fu la cantante e ballerina americana Joséphine Baker. Il Casinò de Paris, diretto da Leon Volterra e Henri Varna, presentava molti cantanti francesi celebri, come Mistinguett, Maurice Chevalier e Tino Rossi.
Il Lido, che aprì nel 1946 sugli Champs-Élysées, offriva celebrità come Édith Piaf, Stanlio e Ollio, Shirley MacLaine, Marlene Dietrich, Maurice Chevalier e Noël Coward. Il Crazy Horse, che offriva numeri di strip-tease, danza e magia, aprì nel 1951. L'Olympia venne trasformato in cinema, prima di venire recuperato come music-hall e sala da concerti nel 1954, ospitando artisti quali la Piaf, la Dietrich, Miles Davis, Judy Garland e i Grateful Dead. Un pugno di music-hall continua a sopravvivere a Parigi ai giorni nostri, venendo visitati da molti turisti, ed è presente anche un numero di cabaret più tradizionali, che presentano musica e satira.

### Cabaret olandese
Nei Paesi Bassi il cabaret o kleinkunst (letteralmente "piccola arte") è una forma di intrattenimento popolare, abitualmente rappresentata nei teatri. La data di nascita del cabaret olandese è abitualmente fatta risalire al 19 agosto 1895.
Ad Amsterdam esiste la Kleinkunstacademie ("Accademia del Cabaret"). Tale forma d'arte è un misto di stand-up comedy, teatro e musica che spesso include temi sociali e satira politica. Nel XX secolo i tre più importanti cabarettisti olandesi erano Wim Sonneveld, Wim Kan e Toon Hermans. Oggigiorno molti spettacoli di cabaret tenuti da popolari cabaretiers ("cabarettisti") vengono trasmessi dalla televisione nazionale, in specialmodo il giorno di Capodanno, quando è possibile scegliere tra speciali spettacoli di cabaret in cui abitualmente i cabarettisti riflettono sui più importanti avvenimenti dell'anno trascorso.

### Cabaret tedesco
Il cabaret tedesco, o Kabarett, viene spesso visto avvolto da un'aura di perversione, ambiguità e decadenza, dovuta sia alla propaganda fattane dai nazisti all'indomani della caduta della Repubblica di Weimar, sia a romanzi, spettacoli teatrali e film che ne hanno raccontato la storia, sia al preconcetto della cultura anglo-americana nei confronti della Germania, visione da sempre contestata dalla cultura tedesca. Altro preconcetto è quello che lega il Kabarett all'ambiguità sessuale di Marlene Dietrich o al teatro di Bertolt Brecht e alla musica di Kurt Weill, che non furono invece protagonisti diretti di quella scena. Frequentavano però quei locali, ne furono fortemente influenzati e vi si ispirarono spesso. Era invece una forma di spettacolo molto più tesa alla comicità e alla satira, in particolar modo con intenti anti-nazisti, fenomeno politico in piena ascesa durante gli anni venti e primi anni trenta del Novecento. Il Kabarett si diversifica dal cabaret francese, o cabaret artistique, più legato alla poesia e alla musica degli chansonier, appunto per la maggior carica di satira, più caustica e provocatoria e di carattere più intellettuale.
Il Kabarett tedesco prende il via il 18 gennaio 1901, quando viene inaugurato l'Überbrettl ("Superpalcoscenico"), vicino ad Alexanderplatz a Berlino, ideato dall'eccentrico barone Ernst von Wolzogen, che ne affida la direzione a un giovane Arnold Schönberg. Il nome del locale allude ironicamente al "Superuomo" (Übermensch) di Nietzsche, di cui von Wolzogen era un appassionato seguace. Cinque giorni dopo Max Reinhardt apre il cabaret parodistico-letterario Schall und Rauch ("Rumore e Furore") e poco dopo viene inaugurato anche Die Brille ("Gli Occhiali").
Ma il locale destinato a creare l'autentico spirito cabarettistico tedesco fiorisce nel sud della nazione: nell'aprile del 1901 Frank Wedekind apre a Monaco di Baviera l'Elf Scharfrichter ("Il boia Elf"). È questo un cabaret caratterizzato da uno spirito maggiormente affinato e macabro, il gusto per la battuta folgorante e la recitazione e il canto algidi e distaccati. Il locale è arredato con accessori macabri, come teschi e strumenti di tortura, e vi si esibisce Marya Delvard, vestita di nero e con il viso coperto da un pesante cerone bianco. Nel locale vi si tenevano i Moritäten, ballate satiriche con dettagli orrorifici e sprezzanti giudizi morali sulla società della Germania Guglielmina alla vigilia della Grande Guerra, che ispireranno appunto L'opera da tre soldi di Bertolt Brecht e Kurt Weill. All'Elf Scharfrichter fa seguito, sempre a Monacao, il Simplicissimus di Kathi Kobus legato all'omonima rivista, di cui si tramanda la leggenda che Isadora Duncan vi ballasse sui tavoli.
Con l'avvento dell'era di Weimar, a metà anni venti, le performance di Kabarett erano caratterizzate dalla satira politica e dall'umorismo nero. Vi si poteva trovare la caratteristica atmosfera intima del "cabaret" francese, ma aveva sviluppato un umorismo nero tipicamente tedesco. Tipico l'esempio dei "Moritat", canzoni moraliste e satiriche dal tratto funebre.
Il Kabarett tedesco degli anni venti e trenta del Novecento porterà al successo artisti come Werner Finck al Die Katakombe e Karl Valentin al Wien-München.

### Cabaret polacco
Il kabaret polacco è una forma di intrattenimento dal vivo che comprende un gruppo di comici e consiste in molti sketch umoristici, monologhi, stand-up comedy, canzoni e satira politica (spesso nascosta da doppi sensi, così da aggirare la censura). Questo spettacolo affonda le sue radici nello Zielony Balonik, un famoso cabaret letterario fondato a Cracovia da poeti, scrittori e artisti locali durante gli anni finali della spartizione della Polonia. Durante il secondo dopoguerra, la Polonia era maggiormente associata a spettacoli di danza, spesso di teatri itineranti, più che non al teatro. I locali del periodo prebellico, con danzatrici, erano spariti da tempo.

### Cabaret russo
I primi cabaret ad aprire in Russia sono: il Letučaja myš' ("Il pipistrello"), aperto a Mosca il 29 febbraio 1908 da Nikita Baliev; il Krivoe Zerkalo ("Specchio distorto"), fondato da Aleksandr Kugel' e Nikolaj Evreinov.

### Cabaret statunitense

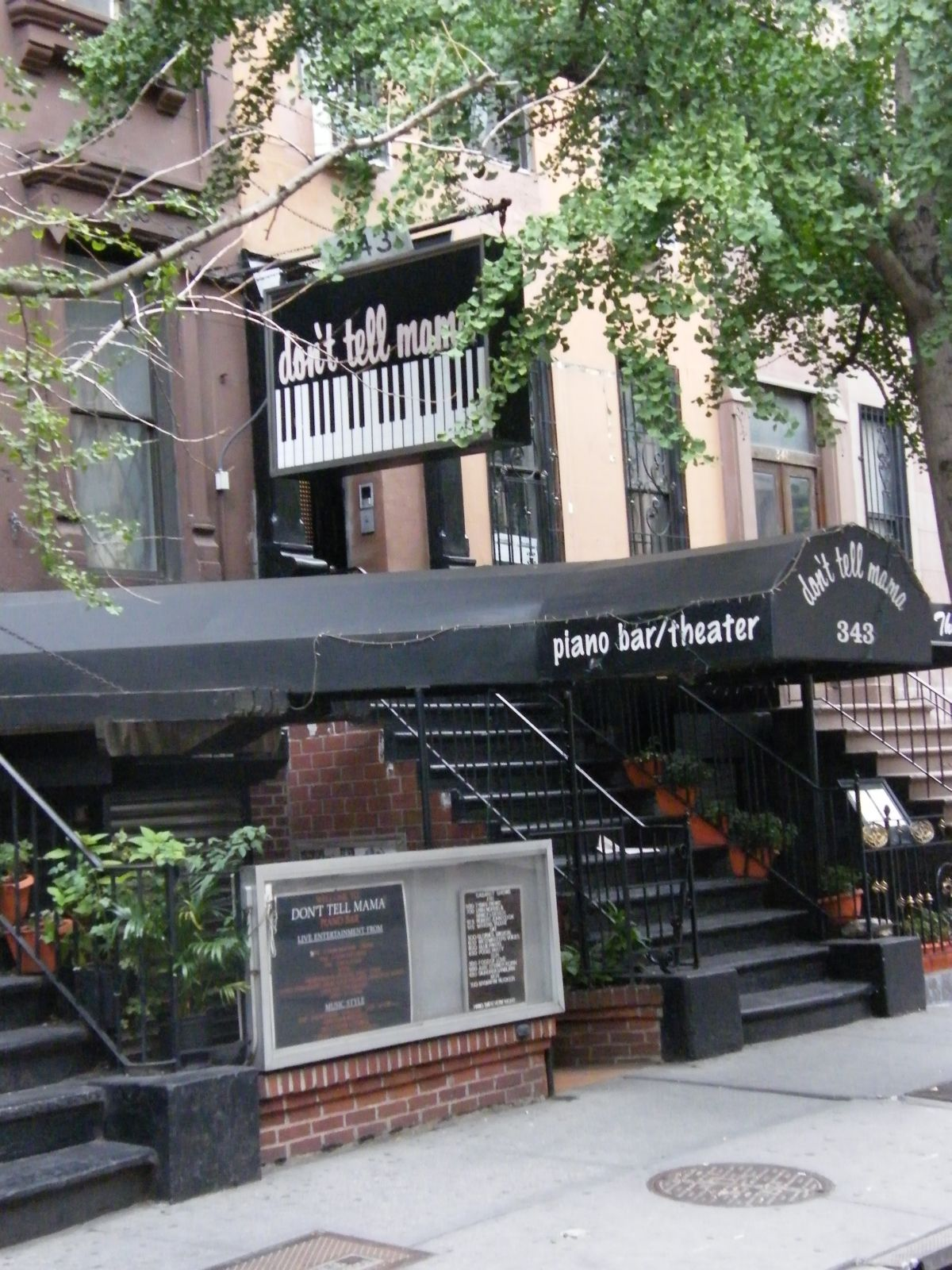
Un vecchio cabaret di Manhattan, New York

Il cabaret americano venne copiato dal cabaret francese da Jesse Louis Lasky nel 1911. Negli Stati Uniti il cabaret si differenziò da quello europeo in un tipo di esibizione molto diverso, a causa delle influenze della musica jazz. Il cabaret di Chicago era maggiormente focalizzato su grandi orchestre e raggiunse il suo picco durante i ruggenti anni venti, durante il proibizionismo, e veniva rappresentato negli speakeasy e nelle steakhouse.
Il cabaret newyorkese non arrivò mai a sviluppare una grande quantità di commenti sull'attualità. Quando il cabaret newyorkese ospitava esibizioni di musica jazz, tendeva a focalizzarsi maggiormente su famose cantanti come Nina Simone, Bette Midler, Eartha Kitt, Peggy Lee e Hildegarde, più che non su musica strumentale. Le riviste annuali di Julius Monk, stabilirono lo standard del cabaret newyorkese durante i tardi anni cinquanta e i sessanta.
Il cabaret statunitense cominciò a tramontare durante gli anni sessanta, a causa della crescente popolarità dei concerti rock, degli spettacoli di varietà televisivi e in generale dei teatri che ospitavano spettacoli comici. Comunque sopravvisse in alcuni spettacoli serali di Las Vegas come quelli del Tropicana, che ospitava alcune parti di spettacolo comico. Lo stile del cabaret sopravvive in diversi spettacoli musicali, così come negli in show di stand-up comedy e en travesti.
Il cabaret statunitense sta vivendo una riscoperta in particolare in città quali New Orleans, Seattle, Filadelfia, Orlando, Tulsa, Asheville, e Kansas City, con nuove generazioni di artisti che reinterpretano vecchie forme di musica e teatro. Molti gruppi contemporanei di cabaret comprendono una combinazione di musiche originali, burlesque e satira politica, così come si può trovare in gruppi come il Cabaret Red Light e il Leviathan: Political Cabaret. A New York, fin dal 1985, diverse forme di successo e innovativo cabaret sono state premiate ogni anno con il premio Bistro Award.

### Cabaret britannico
Il Cabaret Theatre Club, più tardi conosciuto come The Cave of the Golden Calf, venne aperto da Frida Strindberg in uno scantinato al numero 9 di Heddon Street, a Londra, nel 1912, sul modello del Kaberett Fledermaus di Vienna, sua città natale. La Strindberg voleva che il suo club fosse un ritrovo all'avanguardia per scrittori e artisti bohémien, con decorazioni di Jacob Epstein, Eric Gill e Wyndham Lewis, ma divenne presto un divertente luogo di ritrovo per l'alta società e finì in bancarotta nel 1914. The Cave tuttavia ha avuto un ruolo estremamente influente, fornendo un modello per generazioni di night club che sarebbero venuti in seguito.
(Nichol G.H. Fosdyke)

### Cabaretitaliano
In Italia il cabaret gode di questa definizione fin dagli inizi degli anni cinquanta sempre a Roma con il trio de I Gobbi (Vittorio Caprioli, Alberto Bonucci e Franca Valeri), con il trio Fo-Durano-Parenti al Piccolo Teatro di Milano, con la "Borsa Arlecchino" a Genova e con le musiche ironiche di Franco Nebbia.
Locali italiani in cui il cabaret si sviluppò furono il Salone Margherita (Roma), "Le Grotte del Piccione" (più tardi Cab 37), il Bagaglino, il Sette per Otto, il Cabaret Sancarlino, il Giardino dei Supplizi, il Puff, La Chanson, il Nebbia Club, il Cab 64, l'Intra's Derby Club (più tardi Derby Club), l'Oca d'Oro e il Lanternin dei Gufi.

#### Roma
- Cabaret del Diavolo (1921/1922)[30]
- Bal Tic Tac (1920-е)[30]
- Bombonieri (1920-е)[30]
- Apollo (1920-е)[30]
- Bragaglia (1920-е)[30]
- Imperial (1920-е)[30]

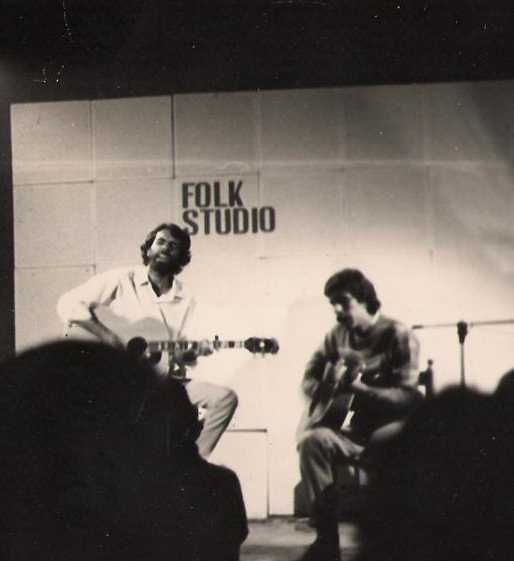
Tony e Marco al Folkstudio (1983)

A Roma, fin dal 1907, dopo i successi internazionali raggiunti in tournée con l'opera di Ettore Petrolini, dapprima nell'avanspettacolo e nel teatro poi, il Salone Margherita rimase fino al secondo dopoguerra uno dei punti cardine indiscussi del cabaret italiano.
Qui, oltre ad Ettore Petrolini e Leopoldo Fregoli, calcarono il palcoscenico i migliori artisti e le più ricercate sciantose del tempo come La Bella Otero e Lina Cavalieri.
A fine 1951, ci fu il debutto del Teatro dei Gobbi, il famoso Trio con Alberto Bonucci (in seguito sostituito da Luciano Salce), Vittorio Caprioli e Franca Maria Norsa (Franca Valeri) con le musiche di scena di Franco Nebbia.
Subito dopo la seconda guerra, in Via della Vite, tornò di notevole importanza "Le Grotte del Piccione" di Piero Gabrielli, fino a quando, nel 1964, cambiò nome in Cab37 e venne gestito da Maurizio Costanzo. 
Qui si esibivano i giovani Gigi Proietti, Pippo Franco insieme a Fiorenzo Fiorentini che riproponeva il mito di Petrolini.
Nel 1965, ottenne un clamoroso successo Il Bagaglino, fondato dai giornalisti Luciano Cirri, Mario Castellacci, Pierfrancesco Pingitore, Gianfranco Finaldi e Piero Palumbo; e dal musicista Dimitri Gribanovski.
Nato in una cantina di vicolo della Campanella 2, la compagnia all’inizio ebbe il nome Bragaglino in onore di Anton Giulio Bragaglia, ma un'ingiunzione degli eredi impose il cambio in Bagaglino. Il primo spettacolo messo in scena, il 23 novembre 1965, fu I tabù con Oreste Lionello, Pino Caruso, Gabriella Gazzolo e Claudia Caminito. Lionello era attore già di buon nome. 
Per Pino Caruso si trattò della prima affermazione, che l’avrebbe portato nel 1968 in tv e alla notorietà.
Nei decenni successivi al Bagaglino si sono messi in mostra i migliori cabarettisti, attori e cantanti tra i quali nomi di spicco come Gabriella Ferri, Anna Mazzamauro, Bombolo, Loretta Goggi, Pippo Franco, Leo Gullotta, Sergio Leonardi, Isabella Biagini, Martufello, Pamela Prati, fino alla cantante Giorgia.
E nel 1967, sempre il giornalista Luciano Cirri fondò insieme ad Oreste Lionello "il Giardino dei Supplizi", dove Gianfranco Funari iniziò la carriera come cabarettista.
Un contributo importante è da attribuire anche all'altro locale di Maurizio Costanzo a Trastevere, in Via del Mattonato: il famoso "Sette per Otto", dove, tra gli altri, lanciò Paolo Villaggio ed era spesso frequentato da Pietro Garinei e Sandro Giovannini, Ugo Tognazzi e Marco Ferreri.
Sempre a Trastevere, nel '68, per volontà di Lando Fiorini nacque il Puff, un locale d'ispirazione al Kabarett tedesco ed al café-chantant francese che ancora oggi offre un servizio di ristorazione prima degli spettacoli.
Anche qui, come al Bagaglino, si sono esibiti i migliori cabarettisti come Enrico Montesano, Maurizio Mattioli, Solvejg D'Assunta, Gianfranco D'Angelo, Rod Licari, Toni Ucci, Giusy Valeri, Jimmy il Fenomeno, Olimpia Di Nardo, Marcello Martana.
Nei primi anni '70 in Via Boncompagni 11 c'era il "Cabaret Sancarlino", un elegante locale dove si esibivano Lino Banfi, Carletto Sposito e che fu trampolino di lancio anche per Claudio Baglioni che, come cantante, faceva parte del gruppo cabarettistico "I Rugantini".
Sul finire degli anni settanta fu celebre il locale "La Chanson" di Marcello Casco che lanciò il gruppo di cabaret La Smorfia, composto allora da Lello Arena, Enzo Decaro e Massimo Troisi e anche molti altri artisti.
Agli inizi degli anni '90 Fiorenzo Fiorentini e Paolo Gatti fondarono il Teatro Petrolini, nel rione Testaccio, attivo ancora oggi con spettacoli di musica e cabaret.

#### Milano

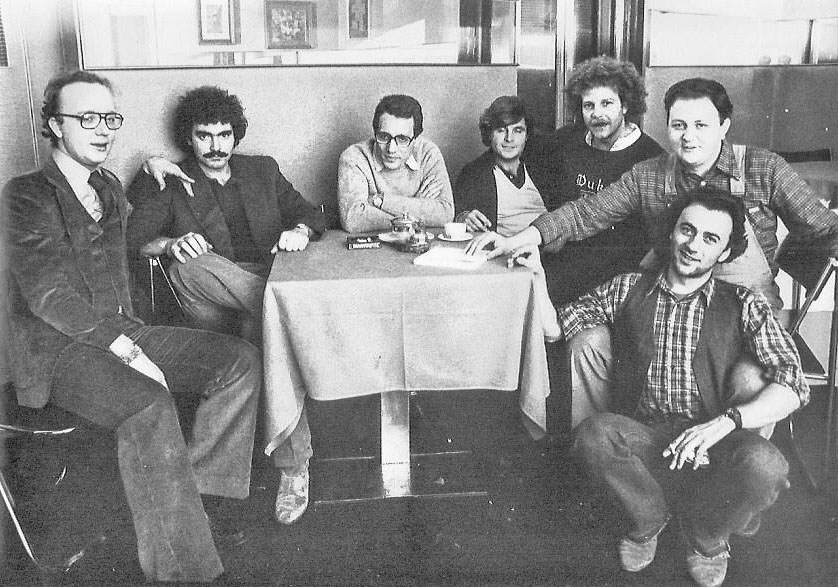
Il Gruppo Repellente al Derby Club di Milano

A Milano, il cabaret si afferma nei primi anni sessanta al Nebbia Club, fondato dal musicista romano Franco Nebbia, poi al Cab 64 (locale gestito da Tinin Mantegazza) e successivamente al Derby Club con il Gruppo Motore, composto da Enzo Jannacci, Cochi e Renato, Felice Andreasi, Lino Toffolo e Bruno Lauzi, sempre con l'impronta pionieristica di Franco Nebbia, ispirato alla lezione tedesca e dove trova spazio il gruppo I Gufi (Gianni Magni, Lino Patruno, Roberto Brivio, Nanni Svampa, già attivi da qualche anno).
Inizialmente il Derby era solo un jazzclub denominato Intra Derby Club (dal nome del pianista resident, Enrico Intra), proprio qui l'entrateiner Franco Nebbia inizia a far sorridere con le sue canzoncine surreali e fulminee analisi critiche e il batterista Pupo De Luca inizia a improvvisare monologhi umoristici, mentre Velia Mantegazza si propone coi suoi pupazzi. Vi approderanno in seguito coi loro piccoli spettacoli Walter Valdi, il Gruppo Motore al completo, dal 1965 in poi e altri.
Nell'arco di circa un ventennio, al Derby, si esibiranno le nuove leve della comicità e della canzone d'autore come Paolo Villaggio, Enzo Robutti, Massimo Boldi, Rudy Magnaghi, Giorgio Faletti, Ernst Thole, Mauro Di Francesco, Fabio Concato, Giorgio Porcaro, Gianfranco Funari, Diego Abatantuono, Teo Teocoli, I Gatti di Vicolo Miracoli, Francesco Salvi, Paolo Rossi, Claudio Bisio, Enzo Iacchetti, Alberto Tovaglia, Aldo e Giovanni (Giacomo si unì al gruppo qualche anno più tardi al Caffe' Teatro di Samarate), la Carovana, Marco Milano, Roberto De Marchi.

### Cabaret svedese

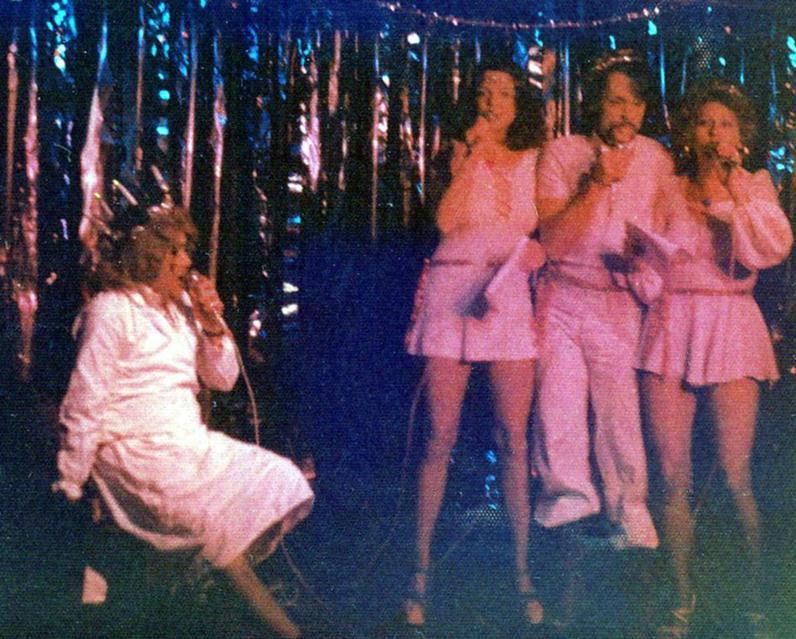
Lo spettacolo di natale Saint Bongita del 1974 al Fattighuskabarén di Stoccolma

Nel 1974 aprì a Stoccolma uno spettacolo underground chiamato Fattighuskabarén ("cabaret della casa povera"), che ebbe successo per 10 anni. Qui iniziarono la loro carriera future celebrità svedesi come Ted Åström, Örjan Ramberg e Agneta Lindén.